# Societat Coral Euterpe

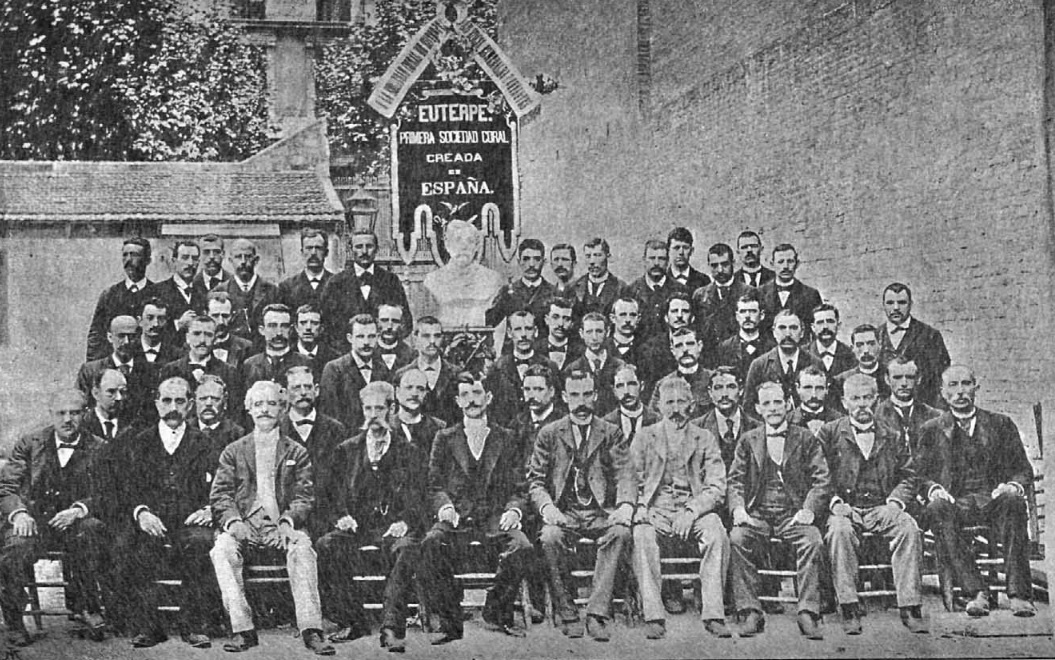
La Societat Coral Euterpe, en una foto de Coromina i Emeric a la revista Barcelona cómica del 21/7/1894

La Societat Coral Euterpe va ser una coral catalana. La Societat Coral Fraternitat o La Fraternitat havia estat fundada l'any 1850 per Josep Anselm Clavé, amb un nom que coincidia amb la primera revista comunista d'Espanya, titulada La Fraternidad i fundada al mateix any. A partir de l'any 1857, el cor es va passar a anomenar Societat Coral Euterpe a causa de les pressions polítiques que va rebre Josep Anselm Clavé a l'hora de dur a terme algun dels concerts de la societat coral.
La Fraternitat va ser la primera coral fundada a la península el 2 de febrer de l'any 1850. L'any 1857 adoptà el nom de Societat Coral Euterpe. Actualment és coneguda com a Coral Euterpe. No només va ser una coral sinó que va esdevenir una societat d'ajuda als seus membres.
Té origen en un grup de músics heterogeni anomenat L'Aurora. Anselm Clavé és requerit com a director d'aquell grup, però de seguida percep la necessitat d'una refundació. La Fraternitat neix amb la voluntat d'acostar la música i el ball a les classes populars. Això s'esdevingué en forma de concerts als Jardins de la Nimfa i posteriorment als Camps Elisis ambdós recintes ubicats al Passeig de Gràcia. Però les classes benestants i les autoritats locals varen impedir i boicotejar el normal funcionament de la coral. La crispació política comportà la deportació de Clavé a Mallorca entre el 1856 i el 1857. En tornar va canviar el nom Fraternitat per Societat Coral Euterpe i va organitzar els actes als Jardins d'Euterpe, adquirint independència. L'any 1859 es fundà L'Eco d'Euterpe; periòdic que informa dels actes de la societat coral de projecció interclassista.
Aquesta societat tenia un clar caràcter reivindicatiu i obrer. Va ser la primera de l'estat fundada amb aquesta vessant reivindicativa i per aquest motiu altres grups corals es van inspirar i basar en ella, per crear el seu perfil coral i desenvolupar la seva tasca musical. Les seves filials s'anomenaven "Coros Euterpenses" i hi havia més d'una vuitantena de corals basades en el model lligat amb la reivindicació social que va crear Josep Anselm Clavé. Un dels objectius clars de la fundació d'aquesta coral era ajudar els obrers en la denigrant situació moral que els provocaven les pèssimes condicions en què vivien i treballaven. Però també hi havia un altre objectiu, intentar crear un esperit crític i de lluita vers la seva situació i realitat, ja que el sistema vigent no els proporcionava bones condicions laborals ni sanitàries ni tampoc cap habitatge, atès que les reunions obreres estaven summament controlades per les autoritats del moment. Va ser amb aquests objectius que es va crear un nou gènere musical: el cant coral civil de caràcter popular.
A partir de la vaga general de 1855 la situació política i social era cada vegada més complexa i inestable, ja que l'estat de guerra era vigent de nou i les detencions estaven a l'ordre del dia. Les revoltes obreres es veien reflectides en les societats corals perquè aquestes eren d'esquerres i d'ideologia republicana. Això representava una clara amenaça per als governants.
Durant aquest període coexistien diferents societats a la ciutat de Barcelona. Va ser un període de floració del cant coral. Aquestes corals organitzaven concerts i activitats culturals, com per exemple, els balls fraternals. En el cas de la Societat Coral Euterpe hi ha constància que van celebrar balls corejats i concerts al passeig de Gràcia, als jardins de la Nimfa el 1853 i el 1856, els Camps Elisis entre 1853 i 1856 i entre el 1868 i 1874 van combinar actuacions als teatres Tívoli i Novedades.

## Canvi de nom
Des de ben jove, la ideologia de Josep Anselm Clavé va ser republicana i progressista, i va participar en actes com l'assalt al Parc de la Ciutadella de Barcelona. Va ser empresonat i en sortir en llibertat va fundar La Fraternitat, però la seva ideologia es mantingué ferma amb el pas dels anys. L'any 1855, Clavé va ser detingut durant la primera vaga general de l'Estat Espanyol i va ser deportat a les Illes Balears. Després de ser alliberat va comprar uns terrenys, entre els actuals carrers València i Aragó de Barcelona, amb la intenció de tenir un espai propi per realitzar les actuacions corals d'aquesta societat. Va ser en aquest moment quan la societat canvià de nom i, de l'antic La Fraternitat, passà a dir-se Societat coral Euterpe. Els Euterpe eren uns jardins majestuosos que van ser inaugurats el 5 de juliol de 1857. Al centre de la plaça hi havia l'escultura Euterpe de Jeroni Suñol. Aquesta escultura representava la musa de la música de la cultura clàssica grega. Aquest nou nom de la societat evocava quelcom menys revolucionari i amenaçador, com l'antic nom La Fraternitat, i d'aquesta manera es refundà la societat, amb un nou nom estratègic i un nou codi intern.

## Projecció de la Societat Coral Euterpe
Als concerts que es van representar als jardins hi assistia un nombrós públic. Les actuacions se celebraven els dijous de les vuit a les dotze de la nit, els diumenges i els dies festius al matí. En aquests primers concerts Josep Anselm Clavé introduí una novetat: el cor mixt. Podem destacar l'any 1858 com una de les millors temporades per la productivitat de la coral, ja que hi ha documentat un total de quaranta actuacions que van aportar un gran èxit popular al director. Una altra novetat d'aquest cor va ser la realització de concerts a les cinc del matí. Tot i ser a primera hora del matí, aquests concerts van tenir una gran rebuda entre el públic, ja que era una hora adequada per gaudir del naixement de l'alba i del despertar de la ment a través de la música. A més a més, en aquests jardins no només s'utilitzaven com a seu de concerts, sinó que eren un espai per acollir altres activitats culturals, com espectacles teatrals.
En aquest període de gran producció i èxit, la Societat Coral Euterpe va començar a publicar una revista titulada l'Eco de Euterpe que ajudava a fer difusió de la tasca de la coral i a més a més, era una manera de justificar-la. El primer número que es va publicar va ser el 15 de maig de 1858. Aquesta publicació constava de la programació del concert a realitzar, textos literaris i publicitat. No sortia periòdicament. La seva publicació no estava fixada, la distribució era gratuïta i al final de la temporada es podia adquirir un índex per agrupar tota la col·lecció de la temporada. No va tenir continuïtat més enllà del 1916, però altres corals claverianes van prendre la idea de l'Eco de Euterpe i també feren publicacions molt similars.
La Societat Coral Euterpe va ser capdavantera en innovació en el món de les corals per diversos aspectes. En primer lloc, es dedicava al cant coral i, en segon lloc, pagava els cantants per a cada concert realitzat. A més a més, el principi fonamental de la societat era la solidaritat. Els cantaires seleccionats per a formar-ne part havien de tenir voluntat d'aprenentatge i estar disposats a ajudar-se els uns als altres. La Societat Coral Euterpe estava formada per membres actius de nombre limitat i de membres passius de nombre il·limitat. El nombre de membres actius seguia la següent organització:
- Primera secció, primers tenors (nombre màxim: quinze individus)
- Segona secció, segons tenors (nombre màxim: quinze individus)
- Tercera secció, barítons (nombre màxim: dotze individus)
- Quarta secció, baixos (nombre màxim: divuit individus)

La Societat Coral Euterpe va poder existir sense l'ajuda de membres protectors, és a dir, membres que col·laboressin econòmicament.
Als voltants del 1861 es van acabar els concerts als jardins perquè es volia urbanitzar la zona. L'ajuntament va posar tot tipus d'impediments per posar fi a aquells concerts, fins que l'alcalde de la ciutat va amenaçar el propietari dels jardins perquè els tanqués. A causa d'aquestes circumstàncies, es va tornar als Camps Elisis del passeig de Gràcia. L'any 1868 es fan actuacions al Teatre Tívoli i el 1870 es combinen les actuacions al Teatre Novetats. Malgrat aquesta mesura, l'èxit va anar creixent notablement. Hi havia altres grups corals que feien ús del repertori claverià i, per aquest motiu, aquest mateix any es funda l'Asociación Euterpense, la qual tenia l'objectiu d'agrupar totes les entitats corals claverianes i tenir controlat el repertori que utilitzaven. També tenia una funció de facilitar el diàleg i la correspondència entre totes les corals claverianes, ja que pocs anys després, aquesta associació agrupava milers de cantants i músics d'arreu de Catalunya. Es va començar a publicar l'any 1963 El Metrónomo, una revista que tenia com a funció ser un diàleg entre les corals claverianes i una mostra i representació d'aquest moviment coral català iniciat per Clavé. A més a més, es van organitzar festivals corals entre els anys 1860 i 1864. En aquests festivals hi participaven vuitanta-quatre corals d'arreu de Catalunya i d'altres indrets, com Cuba, Castelló de la Plana o Saragossa, que pel seu renom convocaven un públic molt nombrós.

## La fi d'un període
L'any 1867, Anselm Clavé va ser detingut a causa de la seva intensa tasca política i del seu compromís social, i fou portat a Madrid. Tot i així, les activitats musicals i culturals de la Societat Coral Euterpe van mantenir-se vigents. A partir de la Revolució de setembre de 1868, el futur de les corals catalanes es va veure amenaçat i la seva època daurada va començar a caure progressivament, ja que amb la renovació democràtica aquestes corals perdien l'essència del seu esperit de lluita social i obrera.
L'any 1874, Clavé tornà a Barcelona i romangué allunyat de la tasca directiva de les corals i de la vida pública. Va morir l'any 1874, moment en què la Societat Coral Euterpe va començar a entrar en declivi i es van afegir altres aspectes, com una crisi interna, la conjuntura política i l'aparició de molta oferta musical i cultural a la ciutat. Altres cors afins a aquesta societat coral també es van ressentir d'aquesta pèrdua. Després de mort Clavé, els directors posteriors van ser Climent Cuspinera i Oller i Gabriel Anfruns l'any 1886, Joaquim Maria Vehils i Fuchs els anys 1887 i 1888, Joan Goula i Soley els anys 1889-1894 i 1896-1897, Enric Morera i Viura l'any 1895, F. Pérez Cabrero l'any 1895-1896, Celestí Sadurní i Gurguí 1897-1900 i 1906-1908, Robert Goberna i Franchi l'any 1905 i Sebastià Rafart els 1901-1904 i 1910-1911.
L'any 1936 es va fundar la Federación Euterpense de Cors i Orfeons de Clavé, però durant la Guerra Civil Espanyola els concerts i activitats es van paralitzar i no es van reprendre fins a l'any 1951, sota el nom de Federación de Coros Clavé. Actualment, la federació està formada per 160 grups corals i més de cinc mil cantaires. Està organitzada en les següents delegacions que es distribueixen arreu del territori català: Anoia, Baix Llobregat, Bages, Barcelonès, Berguedà, Catalunya Nord, Penedès i Garraf, Tarragonès i Terres de Ponent. El repertori d'aquestes corals és el llegat musical de Josep Anselm Clavé en català i la seva premissa és Progrés, Virtut i Amor.
La societat tenia un panteó per als seus membres al Cementiri del Poblenou (Dep. I, illa 3, nínxol 432), cementiri on també fou enterrat J. A. Clavé.